# Parallel Dreams
Parallel Dreams – trzeci album studyjny kanadyjskiej wykonawczyni muzyki folkowej i celtyckiej Loreeny McKennitt wydany w 1989 roku.
Wydany przez niezależną wytwórnię artystki Quinland Road, album jest największym sukcesem komercyjnym niezależnego wydawnictwa w historii przemysłu muzycznego Kanady.

## Spis utworów
Wszystkie utwory skomponowała Loreena McKennitt, chyba że odnotowano inaczej:
1. "Samain Night" – 4:27
2. "Moon Cradle" (Padraic Colum, McKennitt) – 4:29
3. "Huron 'Beltane' Fire Dance" – 4:20
4. "Annachie Gordon" (tradycyjna, aranż. McKennitt) – 8:22
5. "Standing Stones" (sł. tradycyjne, muz. McKennitt) – 6:56
6. "Dickens' Dublin (The Palace)" – 4:40
7. "Breaking the Silence" – 6:23
8. "Ancient Pines" – 3:35